# Moralischer Verschleiß
Der moralische Verschleiß von Produktionsmitteln bezeichnet in der Kritik der politischen Ökonomie von Karl Marx den Umstand, dass Waren, ohne dass sie ihren Gebrauchswert (also ihre Nützlichkeit) verlieren, trotzdem einen Teil oder ihren gesamten Wert verlieren können, indem durch den technischen Fortschritt die Bedingungen ihrer Produktion verbessert werden.
Sind Moral die Sitten und Gebräuche eines Volkes, dann lässt sich moralischer Verschleiß verstehen als ein Verlust, der eintritt, weil sich die Sitten und Gebräuche eines Volkes ändern, im wirtschaftlichen Bereich die Art und Weise, wie Waren hergestellt werden. Veränderungen der Mode oder Ähnliches könnte man hier auch aufführen (vgl. auch Obsoleszenz).

## Beispiel fixes Kapital
Wenn der Wert einer Ware, also z. B. einer Maschine zur Herstellung von Schuhen, wie der jeder anderen Ware gemäß der Marxschen Arbeitswertlehre durch die durchschnittlich notwendige Arbeitszeit zu ihrer Herstellung bestimmt ist, dann verliert diese Maschine an Wert, wenn sich während ihrer Lebenszeit die Produktionsbedingungen von Schuhherstellungsmaschinen dahingehend ändern, dass z. B. durch technische Innovation plötzlich nur noch weniger Arbeitszeit zur Herstellung solcher Maschinen erforderlich ist als zuvor. Dieser Wertverlust tritt ein, obwohl die Maschine technisch ihre Leistungsfähigkeit beibehält. Der Wertverlust, der eintritt, weil die Maschine im Produktionsprozess sich allmählich abnutzt, kann im Unterschied zum moralischen Verschleiß als physischer Verschleiß bezeichnet werden. Marx spricht von „materiellem Verschleiß“ im Unterschied zum „sozusagen moralischen Verschleiß“.
Bleibt der Wert des Geldes gleich, wirkt sich in diesem Beispiel moralischer Verschleiß so aus, dass der Preis der Schuhherstellungsmaschine, der Tauschwert der Schuhherstellungsmaschine in Geldeinheiten ausgedrückt, plötzlich sinkt. Ein jüngeres Beispiel ist der Preisverfall bei Rechenmaschinen.

## Beispiel zirkulierendes Kapital
Wenn eine Schuhfabrik Schuhe auf Lager nimmt, damit diese später an Händler verkauft werden können, dann verlieren diese Schuhe an Wert, wenn während der Lagerzeit in der Schuhindustrie sich die Produktionsbedingungen zur Schuhherstellung dahingehend ändern, dass durch technische Neuerungen plötzlich weniger Arbeitszeit zur Herstellung von Schuhen erforderlich ist als zuvor. Dieser Wertverlust tritt ein, obwohl sich die Qualität der Schuhe nicht vermindert hat. Der Wertverlust, der eintritt, weil die Schuhe auf dem Lager womöglich stofflich Schaden nehmen, kann als physischer (Marx: materieller) Verschleiß im Unterschied zum moralischen Verschleiß bezeichnet werden.
Bleibt der Wert des Geldes gleich, wirkt sich in diesem Beispiel moralischer Verschleiß so aus, dass der Preis der Schuhe, der Tauschwert der Schuhe in Geldeinheiten ausgedrückt, plötzlich sinkt.

## Sonderfall Geld
Einen besonderen Fall stellt beim zirkulierenden Kapital Geld dar. Geld wird in gewissen Mengen von den Unternehmen in Kassen gehalten. Zu Marx’ Zeiten herrschte noch die Goldwährung, Gold war die Geldware. Kommt es durch technische Neuerungen bei der Goldherstellung dazu, dass Gold plötzlich mit weniger Arbeitszeit hergestellt werden kann als zuvor, dann verliert Gold und das auf Gold gegründete Geld plötzlich an Wert – Geldentwertung.
Bleibt der Wert der anderen Waren gleich, wirkt sich in diesem Beispiel moralischer Verschleiß so aus, dass der Preis der anderen Waren, der Tauschwert der Waren in Geldeinheiten ausgedrückt, plötzlich steigt. Es kommt zu einem allgemeinen Preisanstieg.

## Auswirkungen auf das Kapital
So wie der Kapitalist bei seinen wirtschaftlichen Berechnungen den physischen Verschleiß seiner Waren berücksichtigen muss, muss er auch die Auswirkungen von moralischem Verschleiß einkalkulieren.

### Zirkulierendes Kapital
Angenommen ein Schuhhändler kauft Schuhe auf Lager, um diese nach und nach zu verkaufen. Kommt es zu moralischem Verschleiß bei den Schuhen, erleidet der Schuhhändler einen Kapitalverlust, Er hat die Schuhe zu hohem Wert eingekauft und kann sie jetzt nur noch zu ihrem neuen niedrigen Wert verkaufen.

#### Geld
Wird Geldentwertung nicht richtig berücksichtigt, kann es zum Ausweis von Scheingewinnen kommen. Sinkt der Wert des Geldes, der Wert von Schuhen bleibt gleich, dann steigt der Preis von Schuhen, der Schuhfabrikant macht immer höhere Profite in Geld ausgedrückt, nicht wertmäßig.
Soll es nicht zu Scheingewinnen kommen, muss der Schuhfabrikant berücksichtigen, dass auch die Preise der Produktionsmittel steigen. Der Preis einer Schuhherstellungsmaschine von bestimmter Qualität steigt. Dies berücksichtigt der Schuhfabrikant, indem er die Abschreibungen auf seine alte Schuhherstellungsmaschine entsprechend der Preissteigerungsrate erhöht, damit das Geld für die Ersatzbeschaffung auch zur Verfügung steht.

### Fixes Kapital
Man kann die Wirkung von moralischem Verschleiß analytisch isolieren, indem man vom physischen Verschleiß abstrahiert, also Maschinen betrachtet, die physisch nicht verschleißen, sondern ewig halten.
Angenommen ein Schuhfabrikant kauft eine Schuhherstellungsmaschine. Kommt es zu moralischem Verschleiß bei der Schuhherstellungsmaschine, erleidet der Schuhfabrikant einen Kapitalverlust, er hat die Schuhherstellungsmaschine zu hohem Wert eingekauft und könnte sie jetzt zu ihrem neuen niedrigen Wert verkaufen. Es kommt immer wieder zu neuem moralischem Verschleiß, wenn die Maschine in noch kürzerer Arbeitszeit hergestellt werden kann.

## Wirtschaftskrise
Bei drohendem moralischem Verschleiß rentiert sich für einen Kapitalisten eine Investition in zirkulierendes oder fixes Kapital womöglich nicht. Verfügt der Kapitalist über einen Geldbetrag, den er als Kapital investieren will, dann rentiert es sich, diesen Geldbetrag zu horten und nicht gleich zu investieren, je stärker der zu erwartende moralische Verschleiß und je früher mit dem Eintritt des moralischen Verschleißes zu rechnen ist. Ist das Ausmaß des zu erwartenden moralischen Verschleißes eher gering und ist mit ihm eher später zu rechnen, rentiert sich dagegen die sofortige Investition in die noch alten Maschinen oder in die Produktionsmitteln zu den jetzt noch vorherrschenden höheren Werten.
Zu einer Wirtschaftskrise kann es kommen, wenn eine Vielzahl der Kapitalisten – etwa in Erwartung von moralischem Verschleiß – zu dem Entschluss kommt, ihr zu investierendes Geldkapital zu horten, anstatt es zu investieren. Wird Geld gehortet, wird der Wirtschaftskreislauf unterbrochen. Die daraus folgenden Störungen können so groß sein, dass auch später, wenn die billigeren Maschinen verfügbar wären, es auf Grund der allgemeinen Verunsicherung zu keiner Investition mehr kommt. Die Krise verfestigt sich dann.

### Besonderheit der kapitalistischen Produktionsweise
Auch in einer kommunistischen Gesellschaft kann der Fall eintreten, dass mit einem bestimmten Arbeitsaufwand ein Gut erstellt wird, und sich kurz danach herausstellt, dass dieses Gut auch in kürzerer Zeit hergestellt hätte werden können. Der Arbeitsaufwand war sozusagen irrtümlich hoch. Entsprechend könnte eine kommunistische Gesellschaft die Herstellung eines bestimmten Gutes aufschieben in Erwartung, dass es bald zu einem technischen Fortschritt kommt, der die Herstellung dieses Gutes in kürzerer Arbeitszeit erlaubt. Im Unterschied zu einer kapitalistischen Produktionsweise kommt es jedoch nicht zu der Erscheinung, dass Geld gehortet wird und so eine Krise ausgelöst wird.
Auch in vorkapitalistischen Gesellschaften gab es vergleichbare Erscheinungen. Es gibt eine Reihe von Erzählungen, in welchen ein Erfinder seinen Herrscher aufsucht, um ihm seine Erfindung vorzustellen und eine Belohnung zu erhalten. Tatsächlich wird dann der Erfinder geköpft, weil die Herrscher infolge von technischem Fortschritt zu starke gesellschaftliche Veränderungen befürchtet haben und diesen folglich unterbinden wollten. Eine Erzählung aus dem alten Rom, aus dem Gastmahl des Trimalchio, einer Teilgeschichte des Satyricon, stammt von Titus Petronius. Danach suchte ein Erfinder den Kaiser auf, um ihm sein unzerbrechliches Glas vorzustellen. Der Kaiser ließ ihn jedoch anschließend töten. Er befürchtete, dass bei Verbreitung eines solch nützlichen Gegenstandes Gold, auf dem die römische Wirtschaft und der römische Staat beruhte, „nur noch Scheiße wert wäre“. Im Kapitalismus hat sich die Einstellung zum technischen Fortschritt seitens der herrschenden Klasse verändert. Allerdings kann auch hier die Gefahr des moralischen Verschleißes dazu führen, dass Erfindungen vorerst zurückgestellt werden, insbesondere wenn die Firmen als Monopole schon eine marktbeherrschende Stellung innehaben.

## Gesetz des tendenziellen Falls der Profitrate
Bei Karl Marx ergibt sich das Gesetz des tendenziellen Falls der Profitrate als Folge des technischen Fortschritts. Dieses Gesetz ist inner- und außerhalb des Marxismus umstritten. Gemäß der einfachen und üblichen Darstellung ergibt sich das Gesetz, weil die technische Zusammensetzung des Kapitals steigt, das heißt, im Zuge des technischen Fortschritts werden immer mehr Produktionsmittel eingesetzt. Gemäß der Arbeitswertlehre kann der einzelne Arbeiter jedoch nur soviel Wert schaffen, wie er (z. B.) täglich arbeitet. Dem sind aber natürliche Grenzen gesetzt, vielleicht zehn, zwölf oder vierzehn Stunden. Entsprechend ist die tägliche Bildung von Neuwert eines Arbeiters begrenzt. Nimmt nun aber der Wert der Produktionsmittel, die der Arbeiter täglich einsetzt, zu, ist immer mehr konstantes Kapital je Arbeiter erforderlich, dann muss die Profitrate sinken.
Die Formel für die Profitrate {\displaystyle p} lautet:
{\displaystyle p={m \over c+v}}
Auf den einzelnen Arbeiter bezogen nimmt das konstante Kapital c immer weiter zu. Die Produktion von Neuwert je Periode ist aber wie erläutert für den einzelnen Arbeiter natürlich nach oben begrenzt. Damit ist auch die Schaffung von Mehrwert m, der ja ein Teil des Neuwerts m+v ist, je Arbeiter begrenzt. Folglich muss die Profitrate p schließlich abnehmen.
Marx selbst räumt schon ein, dass der Anstieg der Wertzusammensetzung des Kapitals schwächer verläuft als der Anstieg der technischen Zusammensetzung des Kapitals, weil die Produktionsmittel in immer kürzerer Zeit hergestellt werden können, so dass ihr Wert laufend sinkt. Die Masse der Produktionsmittel je Arbeiter steigt also stärker als der Wert dieser Produktionsmittel je Arbeiter steigt.
Während nun der Anstieg der technischen Zusammensetzung des Kapitals als langfristige Tendenz innerhalb und außerhalb des Marxismus wenig umstritten ist, erscheint wegen der laufenden Wertminderung der Produktionsmittel der Anstieg der Wertzusammensetzung als eine willkürliche Annahme. Technischer Fortschritt kann also einerseits zu moralischem Verschleiß der bestehenden Produktionsmitteln führen, andererseits wird die durch ihn ausgelöste Wertverminderung der Produktionsmittel aus der Sicht der Kritiker zur entscheidenden Ursache, welche das „wichtigste Gesetz der politischen Ökonomie“ (Marx in den „Grundrissen“) in Frage stellt.

## Verschiedene Arten von moralischem Verschleiß

### Fall 1
In dieser Frage ist zu beachten, dass moralischer Verschleiß auf verschiedene Arten erfolgen kann. Bisher wurde der moralische Verschleiß betrachtet, der dadurch eintritt, dass eine bestimmte Maschine mit bestimmten technischen Eigenschaften in kürzerer Arbeitszeit hergestellt werden kann, so dass die bisherigen Maschinen entsprechend an Wert verlieren. Ein bestimmter Taschenrechner zum Beispiel, der zu Jahresbeginn noch innerhalb eines Tages hergestellt werden musste, kann am Jahresende plötzlich in einem halben Tag hergestellt werden. Der Wert aller Taschenrechner halbiert sich dadurch.

### Fall 2
In Wirklichkeit ist aber häufig der Fall anzutreffen, dass die Zeit, um einen Taschenrechner herzustellen, gleich bleibt, dass aber jetzt plötzlich ein Taschenrechner hergestellt werden kann, der eine höhere Leistungsfähigkeit hat. Auch in diesem Fall verlieren die alten Taschenrechner an Wert, sie erleiden einen moralischen Verschleiß, obwohl sich die Arbeitszeit, in der sie hergestellt werden können, gar nicht vermindert hat. Im ersten Fall hatte der technische Fortschritt einerseits den Nachteil des moralischen Verschleißes der alten Taschenrechner, aber auch den Vorteil, dass die neuen Taschenrechner jetzt billiger angeschafft werden konnten. Im jetzigen Fall entfällt dieser Vorteil. Der Kapitalist muss den gleichen Wert wie vorher ansparen, um einen neuen Taschenrechner kaufen zu können, allerdings einen mit jetzt höherer Leistungsfähigkeit.

### Fall 3
Schließlich ist der Fall denkbar, dass die Arbeitszeit, um einen Taschenrechner herzustellen, sogar zunimmt, dass dies aber mehr als ausgeglichen wird durch die höhere Leistungsfähigkeit dieser neuen Taschenrechner. Will ein Kapitalist diesen neuen Taschenrechner anschaffen mit der deutlich höheren Leistungsfähigkeit – und die Konkurrenz könnte ihn dazu zwingen – dann muss er jetzt sogar mehr Kapital ansparen als zum Ersatz des alten notwendig gewesen wäre, um sich jetzt diesen neuen Taschenrechner leisten zu können.

### Wenn die Profitrate steigt…
Ein Zahlenbeispiel soll einen Unterschied zwischen Fall 1 und Fall 2 deutlich machen. Angenommen, eine Maschine (Schuhherstellungsmaschine) kostet 1000 € (konstantes Kapital c). Es fallen Lohnkosten je Periode an, die vorschüssig zu zahlen sind, ebenfalls in Höhe von 1000 € (variables Kapital v). Der Umsatz je Periode (die Einnahmen aus verkauften Schuhen) soll 2000 € betragen (Neuwert m+v). Es ergibt sich ein Profit (Mehrwert m, auf die Unterschiede zwischen Mehrwert und Profit muss hier nicht eingegangen werden) von 1000 € je Periode (Umsatz minus Lohnkosten). Von physischem Verschleiß wird abgesehen, die Maschine hält ewig, es gibt keine Abschreibungen. Die Profitrate beträgt 50 % (1000 € m/(1000 €v +1000 € c)).
Im Fall 1 kommt es zu moralischem Verschleiß, weil die Maschine in kürzerer Arbeitszeit hergestellt werden kann. Der Wert der Maschine sinkt, in € ausgedrückt ist die Maschine nicht mehr 1000 € wert, sondern weniger. Im äußersten Fall geht der Wert auf null zurück. Die Profitrate betrüge dann 100 %, 1000 € Profit m bezogen auf 1000 € Lohnkosten v, c ist null. Weiter kann die Entwicklung nicht gehen. Der Kapitalist mit der alten Maschine erleidet zwar laufend einen Wertverlust, er erlebt den moralischen Verschleiß seiner Maschine, er ist aber nie so richtig gezwungen, aufzugeben. Wenn er den Wertverlust verdaut hat, wirft seine alte Maschine – jetzt niedriger bewertet – wieder die neue Profitrate ab.
Anders im Fall 2. Der Preis der neuen (Schuhherstellungs-)Maschine bleibe jetzt bei 1000 €, aber die Leistungsfähigkeit der neuen Maschine sei höher. Es können jetzt Schuhe im Preis von insgesamt 3000 € statt bisher 2000 € hergestellt werden. Der Profit (Umsatz m+v abzüglich Lohnkosten v) steigt auf 2000 €. Die neue Profitrate m/(c+v) beträgt 100 %. Gemessen an dieser neuen Profitrate beträgt der Wert der alten Maschine jetzt nur noch null €. In diesem Falle würde die alte Maschine nämlich auch noch gerade eine Profitrate von 100 % abwerfen: 1000 € Profit bezogen auf 1000 € Lohnkosten.
Wenn eine Maschine erfunden wird, die noch mehr Schuhe herstellen kann, dann müsste der Preis der alten Maschine unter null sinken. Wollte der Kapitalist seine alte Maschine verkaufen, müsste er dem „Käufer“ dafür Geld geben. Der weitere Betrieb der alten Maschine rentiert sich nicht mehr, wenn Profitraten über 100 % erreicht werden, weil die höchstmögliche Profitrate der alten Maschine, wenn ihr Wert auf null absinkt, 100 % beträgt. Steigt die Profitrate noch mehr, dann wird die alte Maschine aus dem Verkehr gezogen, etwas was im Fall 1 so nicht zwingend erforderlich wird.

### …und die Maschine teurer wird
Wenn Marx (oder Marxisten wie Henryk Grossmann) das Gesetz des tendenziellen Falls der Profitrate im fünfzehnten Kapitel vom Band III des Kapitals erörtert, denkt er wohl in erster Linie an den Fall 3. Marx vermutet, dass für die einzelnen Kapitalien höhere Profitraten in erster Linie dadurch erreichbar sind, dass in immer größerem Umfang in konstantes Kapital investiert wird. So betrachtet kommt es nicht nur zu einem moralischen Verschleiß bestehender Produktionsmittel, auch die Profite verschleißen moralisch in dem Sinne, dass von vornherein feststeht, dass sie dazu verwendet werden müssen, um immer größere Maschinen anzuschaffen, will der einzelne Kapitalist im Wettlauf um höhere Profitraten mithalten. Das Paradoxon besteht dann darin, dass die immer höheren Profitraten immer weniger ausreichen, um die immer höheren Kapitalsummen aufzubringen, die erforderlich sind, um die im Zuge des technischen Fortschritts erforderlichen immer gewaltigeren Investitionen machen zu können. In diesem Sinne kann dann von einem „Fall“ der durchschnittlichen Profitrate gesprochen werden.
Im Ergebnis fallen immer mehr kleinere Unternehmen aus dem Rennen, nur die großen bleiben übrig. Schließlich geht der Konkurrenzkapitalismus in den Monopolkapitalismus über.